# Mona Nørgaard

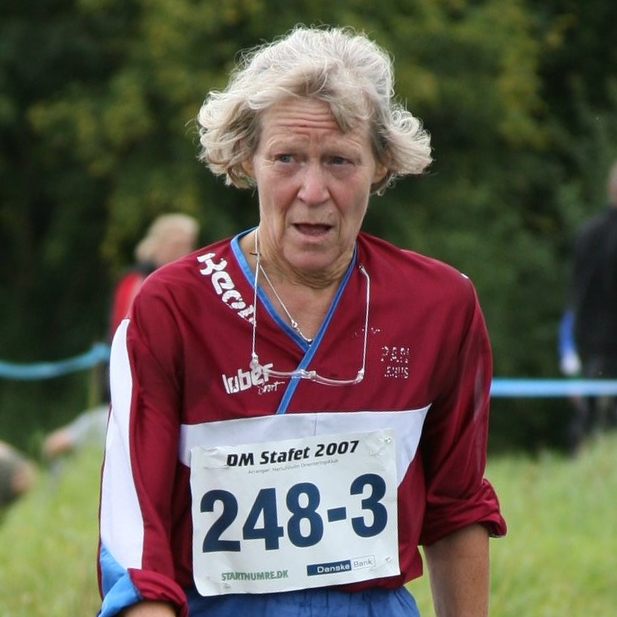
Mona Nørgaard (2007)

Mona Nørgaard (* 23. Februar 1948) ist eine ehemalige dänische Orientierungsläuferin. Sie wurde 1974 Einzelweltmeisterin.
Die Weltmeisterschaften 1974 fanden im dänischen Silkeborg statt. Bei ihrem Sieg im 7,9 Kilometer langen Einzellauf hatte sie fast drei Minuten Vorsprung vor der Schwedin Kristin Cullman. Mit der Staffel kam sie auf Platz sechs. 1975 gewann sie bei den Nordischen Meisterschaften in Nørre Snede den Titel vor der Finnin Liisa Veijalainen. Auch hier war ihr Vorsprung mit über zwei Minuten relativ groß. Als Titelverteidigerin reiste sie 1976 zu den Weltmeisterschaften in das schottische Aviemore. Hier gewann Liisa Veijalainen den Einzelwettbewerb der Damen vor Kristin Cullman. Nørgaard wurde Vierte.

## Platzierungen
| | Weltmeisterschaften | Weltmeisterschaften |  | Nord. Meisterschaften | Nord. Meisterschaften |  | Dänische Meisterschaften | Dänische Meisterschaften | Dänische Meisterschaften |
| Jahr | E                   | St                  |  | E                     | St                    |  | E                        | N                        | St                       |
| --- | ------------------- | ------------------- |  | --------------------- | --------------------- |  | ------------------------ | ------------------------ | ------------------------ |
| 1974 | 1.                  | 6.                  |  |                       |                       |  |                          |                          |                          |
| 1975 |                     |                     |  | 1.                    | 5.                    |  |                          |                          |                          |
| 1976 | 4.                  | 7.                  |  |                       |                       |  |                          |                          |                          |
| 1977 |                     |                     |  |                       |                       |  |                          |                          |                          |
| 1978 | 31.                 |                     |  |                       |                       |  |                          |                          |                          |
| Erklärung: OWC = Gesamt-Weltcup / Sp = Sprint , KD = Kurzdistanz, MD = Mitteldistanz, LD = Langdistanz, Kl = Klassische Distanz, E = Einzelwettbewerb , St = Staffel, N = Nacht-OL |                     |                     |  |                       |                       |  |                          |                          |                          |